# Isca Dumnoniorum
Isca Dumnoniorum, také známé prostě jako Isca, město v římské provincii Británie, bylo předchůdcem města Exeteru v hrabství Devon ve Spojeném království Velké Británie a Severního Irska a hlavním městem kmene Dumnonů v období římské nadvlády a po stažení římských vojsk z provincie.
Městské hradby Exeteru, jichž se zachovalo zhruba 70 %, ukazují, kam až starověké město sahalo a vykopávky v 70. a 80. letech 20. století doložily, že zde ležela římská pevnost, v níž byla téměř jistě legie II Augusta. Město vyrostlo kolem této pevnosti (založené zhruba roku 55 našeho letopočtu), ale pravděpodobně ještě před stažením Římanů z Británie kolem roku 410 začalo upadat.

## Název

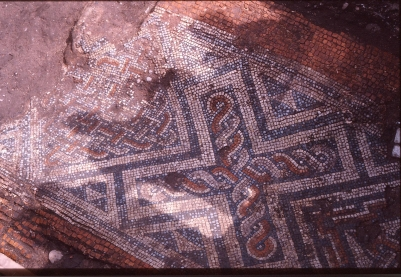
Římská mozaika na podlaze objevená pod ruinami kaple sv. Kateřiny

Pojmenování Isca Dumnoniorum je latinskou verzí keltského názvu popisujícího tekoucí vodu, který se vztahoval k tamější řece Exe. Původně spíše znamenalo "plný ryb" (velšské pysg, "ryby"), ale stalo se synonymem pro vodu (srovnej skotský výraz pro whisky). To se také odráží v moderním velšském názvu města Exeter: Caerwysg znamená "opevněné sídlo na řece Uisc". Stejné jméno bylo použito pro řeku Usk (v moderní velštině Afon Wysg) v jižním Walesu; proto tamní sídlo (moderní Caerleon) pro odlišení dostalo název Isca Augusta, kdežto to devonské nazývali Isca Dumnoniorum: Usk Dumnonů.

## Dějiny

### Pravěk
Na tomto místě byla nejprve osídlena vysoko ležící plošina, suchý hřeben, který končil ostrohem nad splavnou řekou Exe, oplývající rybami, přičemž úrodná půda ležela poblíž. Ačkoli žádné významné nálezy z pravěku se tam zatím nenašly, lze předpokládat, že toto příhodné místo bylo obýváno brzy. Byly zde objeveny mince z doby helénistické, které naznačují, že už v roce 250 měli tamější obyvatelé obchodní styky se Středomořím.

### Doba římská

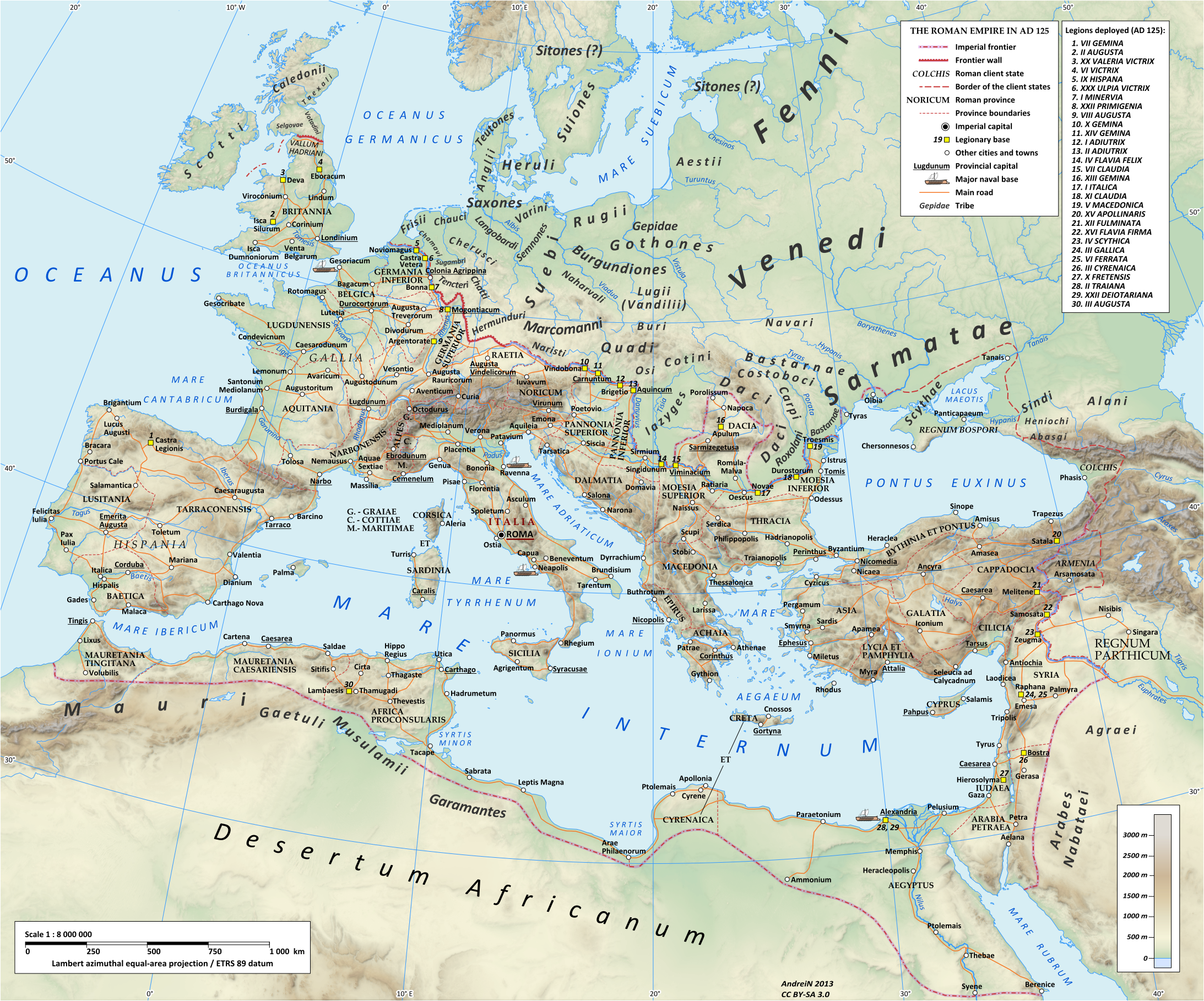
Mapa Římské říše v roce 125 za císaře Hadriána, která ukazuje LEGIO II AUGUSTA v pevnosti Isca Silurum (Caerleon, Wales), v provincii Británie od roku 74 přinejmenším do roku 269

Po římských invazích do Británie zde Římané v roce 55 n. l. založili pevnost o rozloze 17 hektarů. Dál na jihozápad Británie už žádná opevněná sídla postavena nebyla. Dvacet let byla základnou legie zvané Legio II Augusta s pěti tisíci muži, než byli legionáři odveleni pevnosti Isca Augusta, někdy zvané též Isca Silurum, (moderního Caerleonu ve Walesu). V obou základnách bydlely i rodiny legionářů, a to zejména u brány pevnosti v severovýchodním směru.

#### Vybavení pevnosti
Stavby v pevnosti, kasárenské ubikace, sýpky a dílny byly ze dřeva, jak ukázaly vykopávky, které se prováděly v 70. letech 20. století před stavbou obchodního centra Guildhall. Jedinou známou budovou v pevnosti z jiného materiálu než ze dřeva byly vojenské lázně: k jejich stavbě použili kámen. Vodu lázně braly z přírodního pramene, odkud ho přiváděl římský akvadukt, který do pevnosti přicházel zadní branou (porta decumana). Vykopávky odhalily horkou lázeň (caldarium) a část lázně vlažné (tepidarium). Lázním nescházela palestra (palaestra), plocha určená k nácviku zápasů, v níž v rohu nechyběl prostor pro kohoutí zápasy.

#### Legie
Zmíněná legie se účastnila Claudiovy římské invaze do Británie v roce 43 pod velením budoucího římského císaře Vespasiana, který vytáhl jak proti Durotrigům, tak Dumnonům. Přítomnost této legie v Exeteru podporuje objev antefixu s delfínem na vojenských lázních datovaný okolo roku 60. Podle vzhledu soudě vyšel ze stejné formy jako ten z legionářské pevnosti v Caerleonu, o níž je známo, že tam legie měla základnu přibližně od roku 75. (Tato legie v roce 52 utrpěla porážku od Silurů v jižním Walesu.) Vzpouru několika keltských kmenů, do jejíhož čela se postavila Boudicca, v roce 61 potlačilo římské vojsko, jemuž velel římský místodržitel Suetonius Paulinus.

#### Přístav
Další, menší pevnost stála v keltském Topshamu (část Exeteru), který pro Isca Dumnoniorum sloužil jako přístav.

#### Osada, město, hlavní město
Kolem římské pevnosti v Isca Dumnoniorum vyrostla osada, tzv. (canabae), jedno ze čtyř měst (polis), která Dumnonům připisuje Klaudios Ptolemaios ve spisu z 2. století Návod ke geografii. Bylo hlavním městem (civitas) kmene Dumnonů. Také figurovalo na seznamu v Itineráře císaře Antonina z druhé poloviny 2. století, kde tvoří jižní konec trasy 15 (Iter XV) na římské silnici Fosse Way, a ve spisu Kosmografie od anonymního autora z Ravenny ze 7. století, kde se objevuje jako ve zjevně zkomolené podobě Scadu Namorum.

#### Změny po roce 75 našeho letopočtu
Legionáři pevnost opustili okolo roku 75 a krátce poté začala být upravována pro civilní účely. Vojenské lázně měly pro potřeby místního obyvatelstva příliš velkou kapacitu, proto jich značnou část zbořili, jen některé zdi zabudovali do římského fóra a baziliky postavené na tom místě. Směrem na jihovýchod potom vybudovali menší lázně.

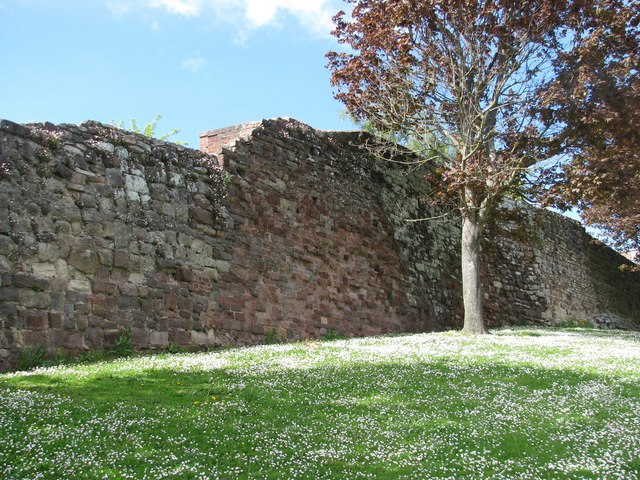
Městské hradby v Exeteru, částečně středověké

Příkop a ochranný val kolem pevnosti v druhé polovině 2. století nahradil násep s hradbou obklopující mnohem větší plochu, zhruba 37 hektarů. Existují důkazy o zpracovávání mědi a bronzu, byly také nalezeny zbytky ohrady pro dobytek. Ve městě Isca se očividně živě obchodovalo s dobytkem, zemědělskými produkty a s hrnčířskými výrobky z okolí. Jeho důležitost jako obchodního centra dokládá objev více než tisíce římských mincí rozesetých různě po městě. Stáří mincí však naznačuje, že největší prosperita přišla v první polovině 4. století; nebyly nalezeny prakticky žádné mince s datem po roce 380, což svědčí o rychlém úpadku.

### Po roce 410

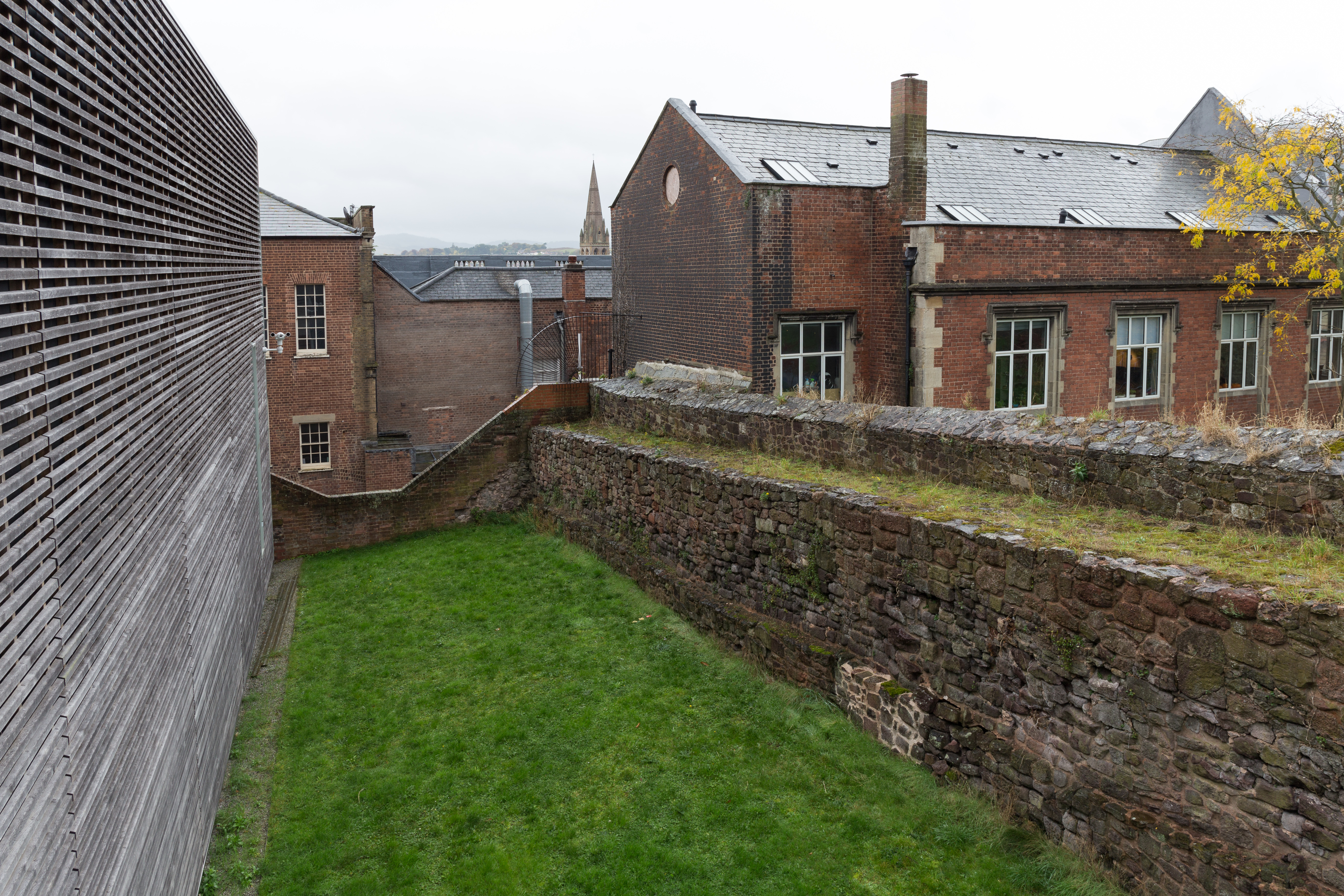
Muzeum RAMM - Římská zeď

Po stažení Římanů z Británie kolem roku 410 je po téměř tři sta let velmi málo důkazů, že byl Exeter obydlen, našly se jen zmínky o ruinách budovy, snad kostela na ploše zničeného fóra a o několika hrobech datovaných do 5., 6. a 7. století.

## Zachované památky
Dochovala se značná část římských hradeb, a to v dolní části nebo uvnitř středověkých městských hradeb, z nichž 70 % stále stojí; byly postaveny převážně na rozkaz krále Alfréda Velikého, aby chránily západní končiny jeho království po okupaci vikingy v roce 876. Legionářské lázně byly odkryty v 70. letech 20. století, ale kvůli blízkosti ke katedrále nebylo možné plochu zpřístupnit veřejnosti. V lednu 2015 bylo oznámeno, že Exeterská katedrála má plány na obnovu lázní a otevření podzemního střediska pro návštěvníky.
Artefakty z vykopávek jsou vystaveny spolu dalšími objevy z tohoto města v exeterském muzeu umění Royal Albert Memorial Museum.

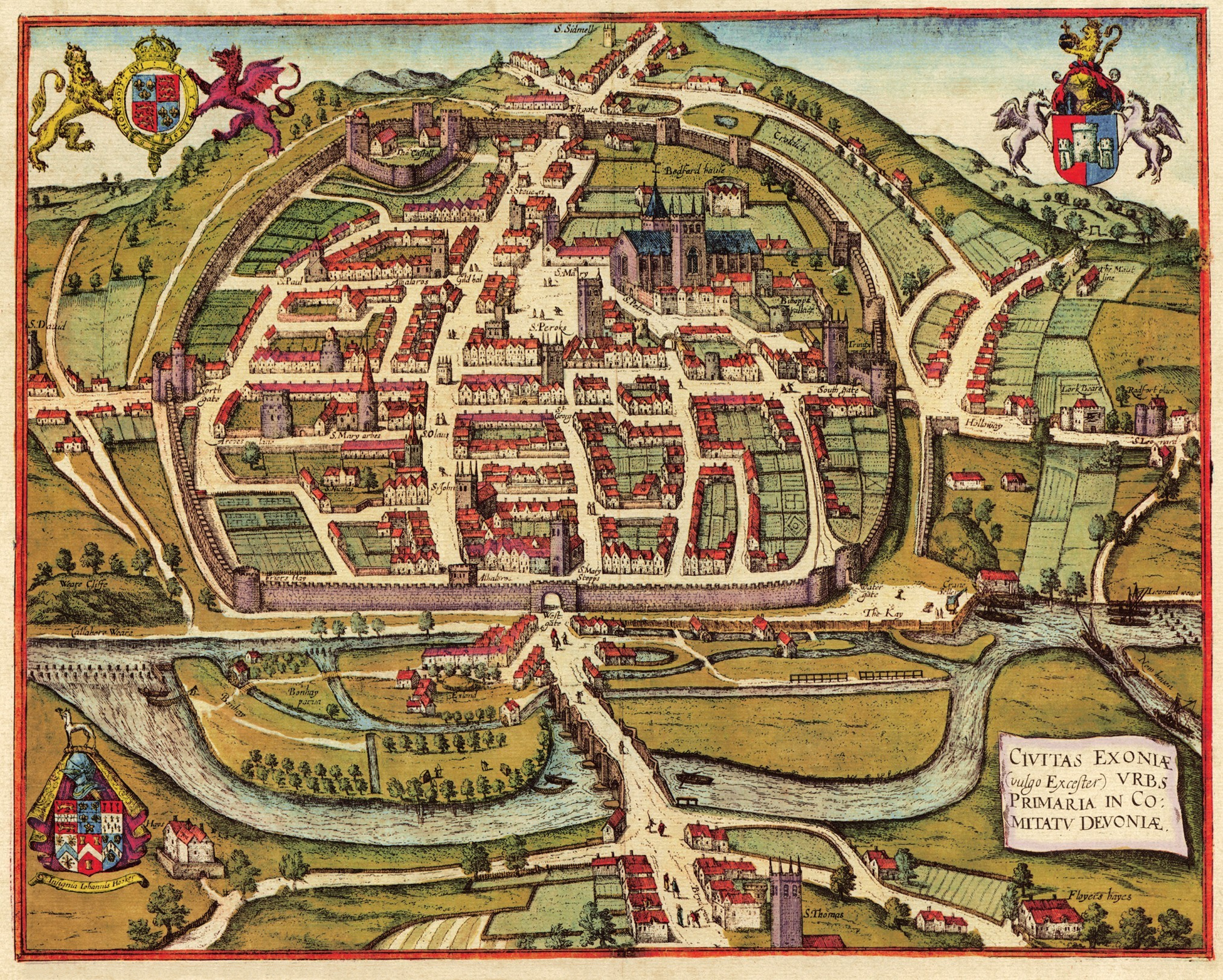
Mapa Exeteru ukazuje síť ulic a městské hradby v roce 1563

Další památkou po Římanech je poloha ulic v centru Exeteru: od té doby, co založili High Street, se síť jeho ulic příliš nezměnila.